# 滄龍屬
滄龍屬（學名：Mosasaurus ），簡稱滄龍，是一種巨型海洋蜥蜴，是白堊紀末期海洋中的頂級掠食者，也是整個中生代中最晚進化出的海洋爬行動物之一。滄龍屬在全球淺海中均有分佈，牠們和滄龍超科、非鳥恐龍、菊石、翼龍一同在白堊紀末滅絕事件中徹底滅絕。
拉丁文學名的含義為「默茲河的蜥蜴」，因為滄龍的化石於18世紀在荷蘭的馬斯垂克市被發現，因此城市旁有默茲河而得名。滄龍屬也是人類發現的第一個史前爬行動物，時間比發現第一個恐龍化石還要早。目前其化石於西歐發現較多，主要集中於荷兰、比利时、法国等默茲河附近，在北美海道也能發現。以地質年代來看的話，多發於在白堊紀的最後2000萬年期間的土侖階到馬斯垂克階，在7000萬至6500萬年前的馬斯垂克階中化石數量最多。
滄龍屬是滄龍超科中最大型化、最知名、發現最早、化石證據也是最多的一屬，其中的模式种——霍夫曼沧龙体长為13～15米，滄龍屬和海王龙屬以及傾齒龍屬齊名為白堊紀最大的海洋肉食動物，滄龍屬的物種們擁有比例細長但尖銳的頜、更加強健的胸部肌肉、較小的鰭狀肢、鯊魚尾鰭、以及粗壯的身材。雖然滄龍屬擁有二重關節的下顎，但縫合線卻已經閉合，無法像早中期滄龍類一樣大幅度張開下顎關節並對獵物進行丸吞。其軀幹的骨骼和移動方式都接近早期的魚龍，甚至蛇類，變得流線型且適合游泳，大幅度遠離了原本蜥蜴狀的身體。

## 发现与命名

### 拉丁文名
作為人類最早發現的史前爬行動物，第一個公開的滄龍科化石影響了恐龍和其他古生物化石的發現，並吸引了歐洲人在啟蒙時代中的注意力，讓歐洲掛起挖掘遠古生物化石的風潮。第一個發現的滄龍屬的化石，於1780年由一群來自荷蘭的工人發現，他們在採石場的地道中看到了這具巨大生物的骨架。這個採石場靠荷蘭莫茲河的馬斯垂克市，當地的外科醫生霍夫曼醫生（C. K. Hoffman）很快注意到這個消息，但是化石的所有權歸於一個馬斯垂克市採石場所有者——一位無名傳教士。
霍夫曼醫生從傳教士那裡購買了這具生物骨架，隨後這個革命性的發現變成新聞，傳播到了馬斯垂克市之外，在西歐引起轟動。霍夫曼醫生正式轉職為“化石獵人”，他小心把化石藏進到白蘭地的酒箱裡，運到巴黎。另一名化石愛好者喬治·居維葉（Georges Cuvier）在巴黎對著具骨架進行研究。到了1822年，終於研究出成果，此化石稱為「馬斯垂克的巨大動物化石」（Le grand animal fossile de Maastricht），並且被命名為“默茲河蜥蜴（Mosasaur）”。在1829年，霍夫曼醫生的名字，被用來命名滄龍屬的第一個“有效種”，即“霍夫曼滄龍（Mosasaurus hoffmanni）”。
在這之後，數具比「馬斯垂克的巨大動物化石」還早發現的化石，在19世紀中期也被確認為是滄龍屬的化石。雖然這些不明生物的化石在1770年代起，就在荷蘭最古老的化石博物館——哈勒姆市的泰勒斯博物館中被展出，但在100年後才被證明是屬於哪一種生物。
馬斯垂克市的石灰岩岩層因為在建築業中非常著名，也正是因為如此當地才有專門的採石場。因為滄龍屬的發現，這些採石場中的特殊灰白色岩石，在地質學中被定義為“馬斯垂克階”，和這些岩石同屬於一時間段的地層則被命名為“白堊紀”。
滄龍曾經被歸類於鱷形超目而被命名為卡普林鱷（學名：Capelliniosuchus）。卡普林鱷的化石發現於義大利，最初被V. Simonelli敘述為一種地蜥鱷科，類似達克龍。在1989年，科學家重新研究化石，證實卡普林鱷是滄龍的次同物異名。阿爾弗雷德·羅默使用的Capellineosuchus是個錯誤拼法。

### 中文名
滄龍屬的西文學名“Mosasaurus”意思是代指“默茲河的蜥蜴”，而Mosasaurus的中文翻譯卻是毫不相干的“滄龍”，至於為何會被翻譯為沧龙已不可考，可能是因為滄龍是海洋中的古代生物，所以用滄桑的“沧”来表示，兼具意譯，所以不能误写為表示植物或者蒼天的“苍”。

## 歷史

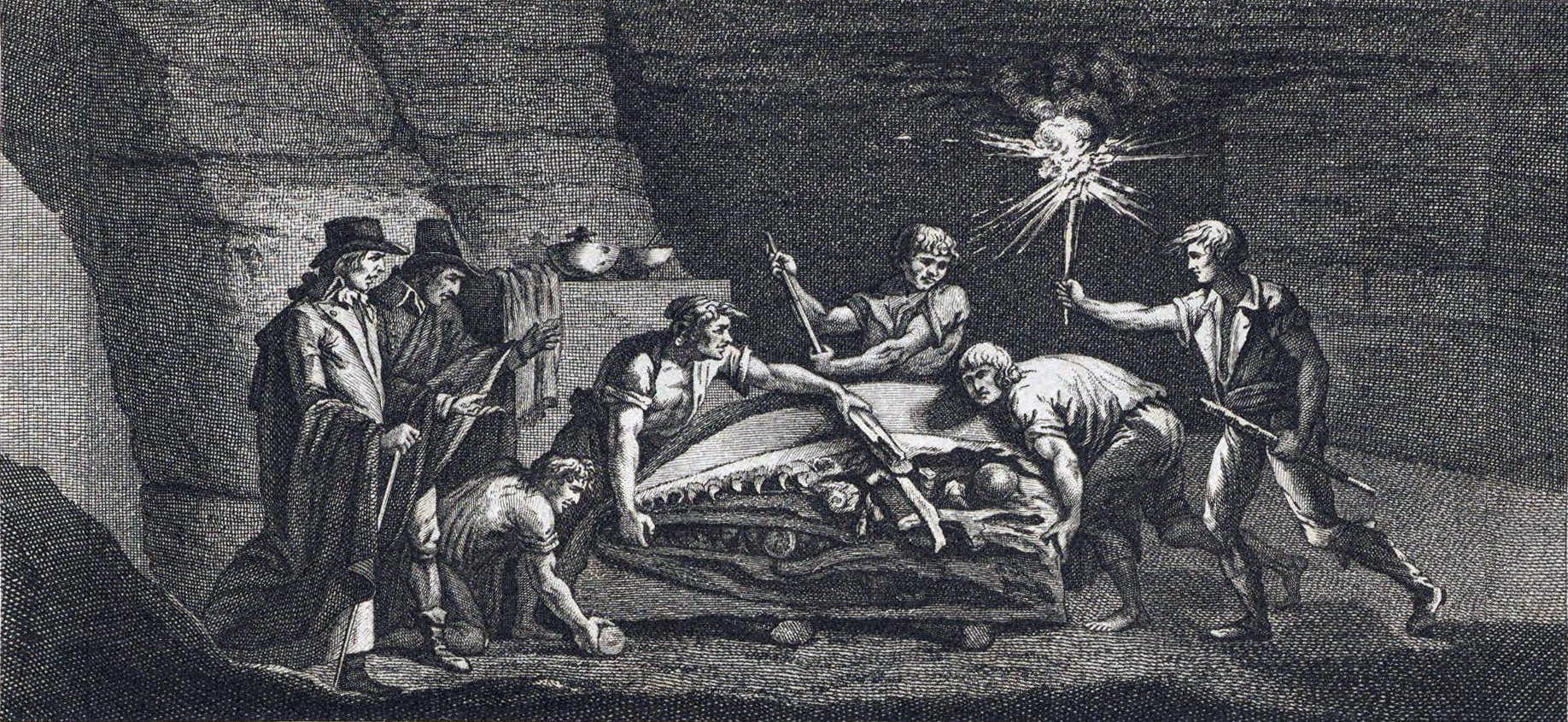
一群工人在馬斯垂克市的石灰岩採石場挖到滄龍的化石。

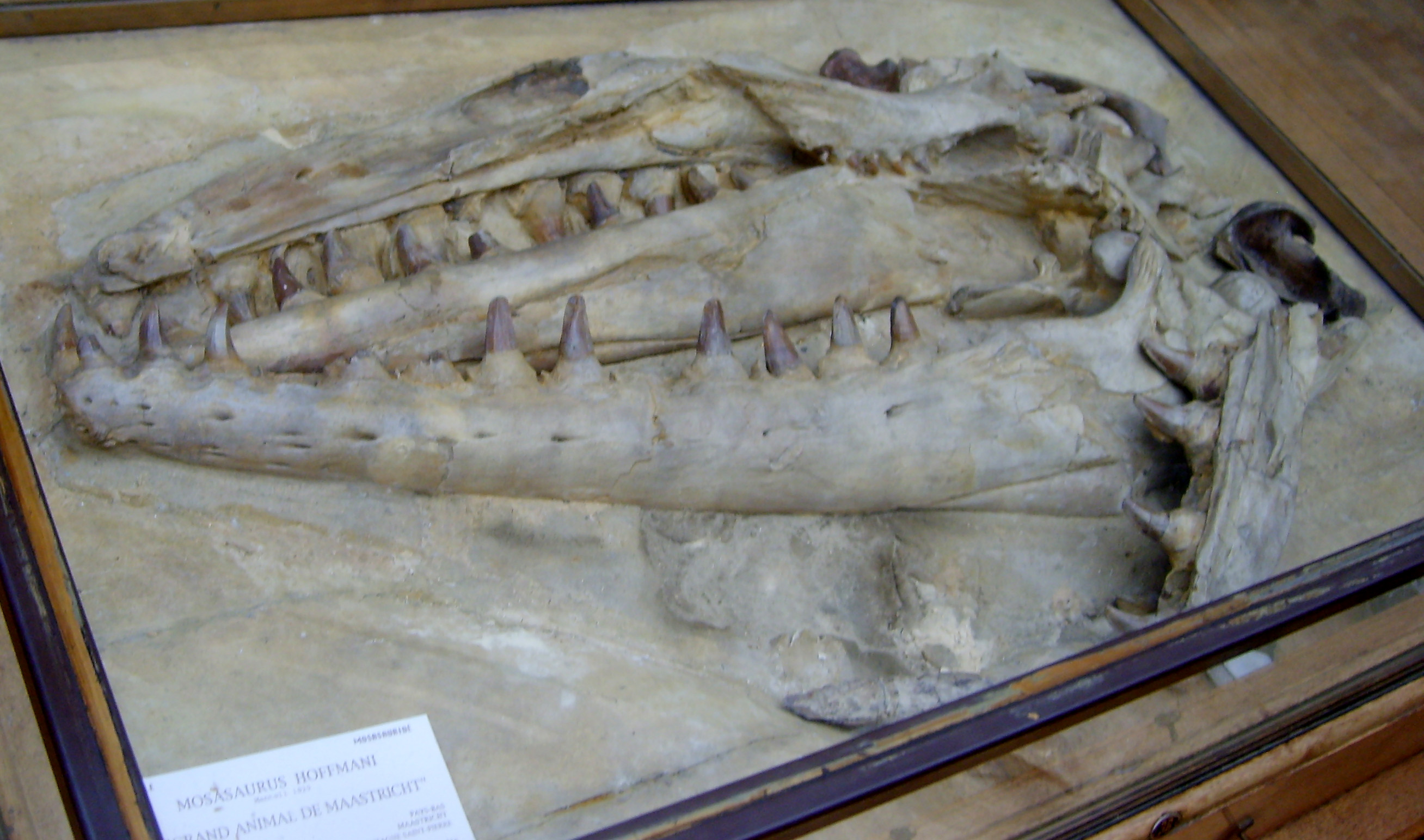
霍氏滄龍的模式標本 - 巴黎自然歷史博物館。

滄龍是滄龍科中第一個被命名的屬，同時也是人類發現的第一種史前爬行動物。第一具可歸類於滄龍的化石是1766年在荷蘭南端馬斯垂克的一個石灰岩礦坑中发现的一個破碎的頭骨，當時市內的建築是使用採石場的石灰岩來建造的。為了紀念這個，使用荷蘭的“默茲河”來命名滄龍的拉丁文學名，並且根據“馬斯垂克市”命名馬斯垂克階。
1770年時，當地一個荷蘭的陸軍外科醫生霍夫曼（C. L. Hoffmann）對石灰岩上的奇怪骨骼有著濃厚的興趣，開始出錢收集這些化石。在1774年，人们发现了一個狀態良好的頭骨。这引起大眾對於這些骨頭的興趣、爭議，認為牠們是大洪水時代之前的動物。數年後，法國陸軍佔領荷蘭，化石被送到法國。法國科學家喬治·居維葉（Georges Cuvier）最初認為這些化石是種鱷魚，後來認為牠們是種巨型蜥蜴。
1822年，威廉·科尼比爾將這個化石命名為滄龍（Mosasaurus），以流經馬斯垂克的默茲河為名。在1829年，吉迪恩·曼特爾（Gideon Mantell）建立種名，以發現模式標本的霍夫曼（C. K. Hoffman
）醫生為名。滄龍的模式標本目前正在巴黎自然歷史博物館展出中。

## 特徵

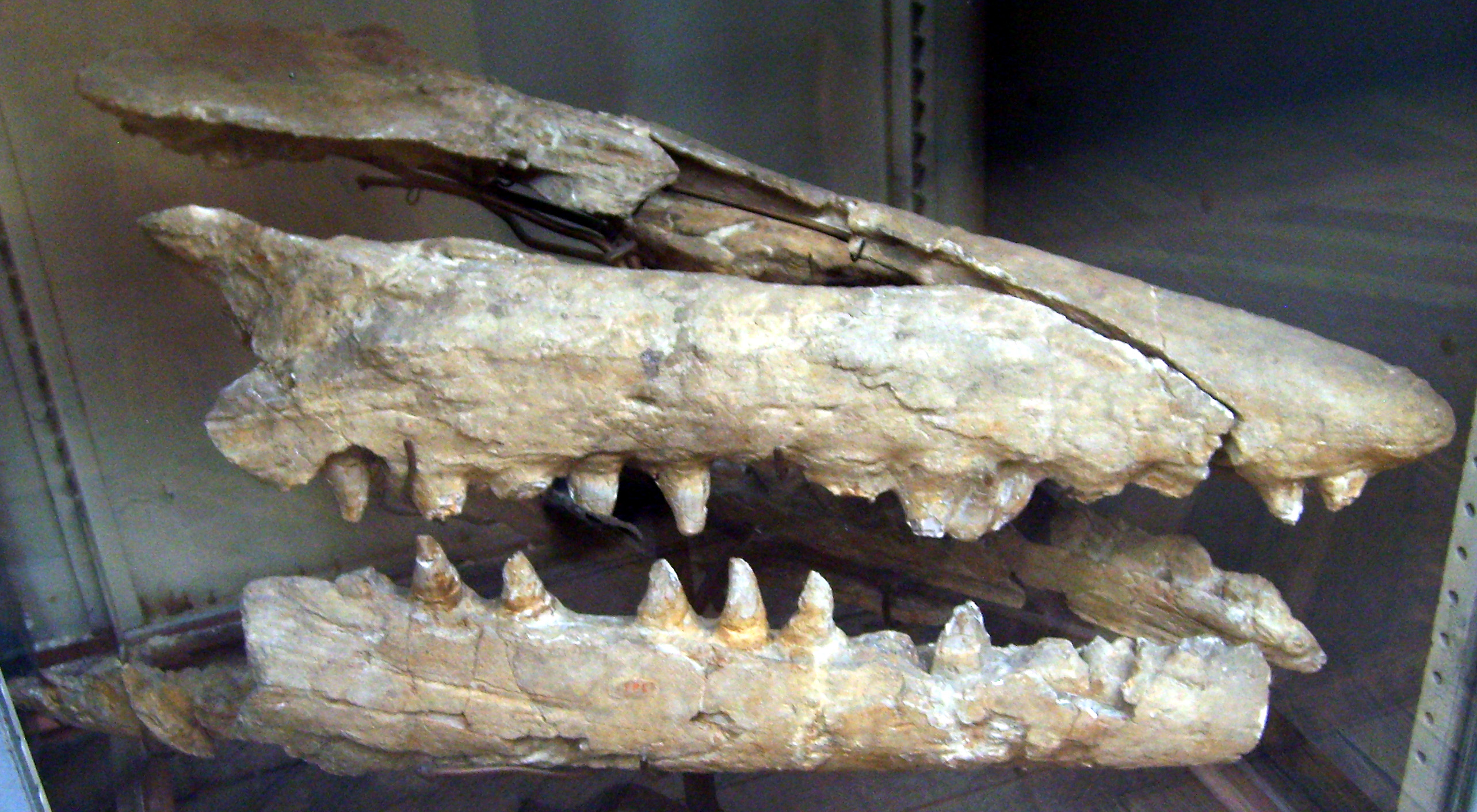
M. gaudryi的部分頜部 - 巴黎自然歷史博物館。

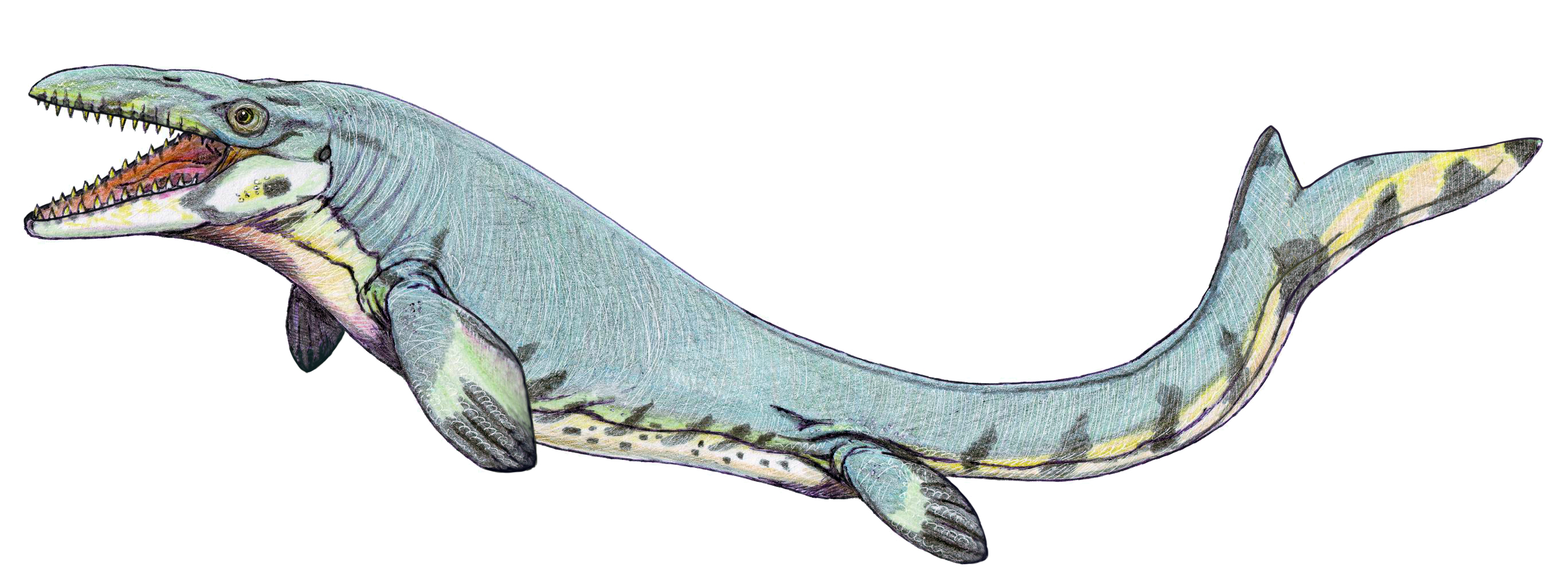
M. beaugei的想像圖。

就像海王龍、海諾龍以及傾齒龍這些巨大的同類一樣，滄龍的身長可以達到13～15米。滄龍的體型較海王龍亞科來的粗壯，呈直桶狀。比起其他的滄龍類，滄龍屬的頭部進化的更強壯、更堅固，下頷的骨頭間關節被更加緊密的愈合，這導致滄龍無法像早期和中期的滄龍類一樣使用蛇類的丸吞進食模式。
滄龍屬的牙齒彎曲、銳利、呈圓錐狀，並具有各種不同的形態，有些牙齒具有鋸齒狀的邊緣，並隨機分佈在牙齒的縱軸和橫軸上，滄龍屬應是將獵物撕裂、肢解後再吞下。和其他滄龍類一樣，滄龍屬具有翼骨齒（即上顎多一排牙齒），能幫助固定獵物，將食物調整到合適的位置，方便切割獵物肌肉和咬碎其骨骼，防止其從口中滑出，由於滄龍屬的咬合力巨大因此也能利用上顎牙齒去肢解獵物。
滄龍的身體具有高度流體力學性，類似魚龍的拉長形態。滄龍的前肢具有五趾，後肢具有四趾，四肢已演化成鰭狀肢，前肢大於後肢。滄龍可能藉由擺動身體而在水中前進，如同現代海蛇。滄龍屬、傾齒龍屬以及浮龍屬等都是滄龍超科中較衍化的晚期物種，可能已經具備類似鯊魚的尾鰭，此構造是更早期的滄龍類（例如海王龍）所沒有的，使其更能適應海洋生活。
古生物學家認為滄龍屬生活在海洋的表層，捕食魚類、頭足類，可能還包括其他中小型的滄龍類或蛇頸龍類等。

## 分類
滄龍超科可分為數個亞科，滄龍屬於滄龍亞科，滄龍亞科也可分為數個族，滄龍屬於其中的滄龍族（Mosasaurini）。

## 大眾文化
- 滄龍屬曾在2015年的《侏羅紀世界》和續作《侏羅紀世界：殞落國度》、《侏羅紀世界：重生》中登場。《侏羅紀世界》中園方利用起重機吊起的史前鲨魚喂食沧龙，而該隻滄龍在《侏羅紀世界：殞落國度》中從園區逃脫至海洋並捕食衝浪客，以及在番外短片《侏羅紀世界：巨石之戰》中吞噬正在獵食海狗的大白鯊。和雙冠龍、迅猛龍一樣為了影視效果而改變原先生物的生理構造，電影中的滄龍具有鱷魚般的骨甲和尾部、相較於身體比例過於碩大的頭部且無鯊魚般的尾鰭，其體型被增至比藍鯨還大(超過40公尺)，比現實中的最大滄龍——霍夫曼滄龍保守估計的15米都放大了許多倍，电影中的沧龙的攻擊能力被不科學的誇張強化，如能像虎鯨一樣從海中一躍而起到岸上捕食，但目前無直接的科學證據能表明這點。
- 在2007年電視節目《遠古入侵》中，曾出現兩隻滄龍。在該集裡，一隻滄龍藉由海中的時間旅行現象，到達了21世紀，並殺了一位救生員，最後該隻滄龍被另一隻更大的滄龍吃掉。節目中的滄龍頭部類似異特龍超科等大型獸腳類，而不像真實的滄龍，同時也具有類似鱷魚的骨甲，但實際上，滄龍的外表光滑、呈流線型。該節目將滄龍敘述成將獵物整隻吞下，但滄龍應該是將獵物撕裂、吞下。
- 在迪士尼1940年的動畫電影《幻想曲》的「春之祭」段落中，有出现一隻滄龍獵食一隻無齒翼龍的画面。
- 在育碧出品的手機遊戲《飢餓的鯊魚：進化》（Hungry Shark Evolution）和《飢餓的鯊魚：世界》（Hungry Shark World）中，沧龙曾被设定为最強的鯊魚種，能捕食巨齒鯊、鄧氏魚、旋齒鯊、虎鯨和抹香鯨等其他大型鯊魚。
- 在沙盒動作冒險遊戲《方舟：生存進化》中，玩家可以捕捉並騎乘滄龍。
- 滄龍和傾齒龍也在《雷克斯海3D：史前世界（英语：Sea Rex 3D: Journey to a Prehistoric World）》中出現，同樣被描述為白堊紀末期的頂級掠食者。
- 2022年的紀錄片《史前地球》出現了霍夫曼滄龍。片中的滄龍捕食了正在渡海的年幼暴龍，另一片段則展示了兩隻滄龍為了爭奪領域而搏鬥。事實上該紀錄片是史上第一個呈現霍夫曼滄龍正確科學形象的紀錄片，以往紀錄片登場的滄龍幾乎都是海王龍為主。

### 文内引用
1. ↑  Simonelli V. 1896. Intoro agli avanzi di coccodrilliano scoperti a San Valentino (provincial di Reggio Emilia) nel 1886. Atli della Reale Accademia dei Lincei, series Qunita Rendiconti 5 (2): 11-18.
2. ↑  Sirotti A. 1989. Mosasaurus hoffmanni Mantell, 1828 (Reptilia) nelle <<argille scagliose>> di S. Valentino (Reggio E.). Atti della società dei naturalisti e matematici di Modena 120: 135-146.
3. ↑  Romer AS. 1966. Vertebrate Paleontology, third edition. Chicago: University of Chicago Press, 468pp.

### 补充来源
- Bardet, N. and Jagt, J.W.M. 1996. Mosasaurus hoffmanni, le “Grand Animal fossile des Carrières de Maestricht”: deux siècles d’histoire. Bulletin du Muséum national d’Histoire naturelle Paris (4) 18 (C4): 569–593.
- Benes, Josef. Prehistoric Animals and Plants. Pg. 144. Artia, 1979
- Mulder, E.W.A. 1999. Transatlantic latest Cretaceous mosasaurs (Reptilia, Lacertilia) from the Maastrichtian type area and New Jersey. Geologie en Mijnbouw 78: 281–300.

## 外部連結
- （英文）滄龍科的學名字典
- （英文）堪薩斯之海 （页面存档备份，存于）
- （德文）荷蘭馬斯垂克市的自然歷史博物館